# Canal Street (Manhattan)
Canal Street je velká východně-západní ulice na Manhattanu v New Yorku. Táhne se od ulice East Broadway (mezi křižovatkami s Essex Street a Jefferson Street) na východě k West Street (mezi křižovatkami s Watts Street a Spring Street) na západě. Prochází Čínskou čtvrtí a tvoří jižní hranice čtvrtí SoHo a Little Italy, stejně jako severní hranici Tribecy. Ulice je hlavním spojovníkem New Yorku s Jersey City, a to přes Hollandův tunel. Zároveň spojuje Manhattan s Brooklynem (navazuje na Manhattanský most). Po většinu své délky je ulice obousměrná.